# Reve II
Reve II (em georgiano: რევ; romaniz.: Rev) foi um príncipe da dinastia cosroida que tornar-se-ia correi (mefe) do Reino da Ibéria de 345 a 361 ao lado de seu pai Meribanes III (r. 284–361).

## Nome
O nome "Reve" deriva do iraniano médio Rēw, que por sua vez derivou do adjetivo avéstico raēva, que significa "rico, esplêndido, opulento". Foi registrado em armênia como Reve (Ռեւ, Ṙew).

## Vida
Reve era filho de Meribanes III (r. 284–361) e sua esposa Nana e irmão mais velho do futuro Aspacures II (r. 363–365). Em 345, foi nomeado como correi por seu pai com apanágio na Caquécia e residência em Ujarma. No mesmo ano, casar-se-ia com Salomé, filha do rei da Armênia Tiridates III (r. 298–330). Governou até 361, quando morreu pouco antes de Meribanes. Era pai de Sauromaces II (r. 361–363), que foi seu sucessor imediato, e Tiridates (r. 394–406).